# 粟島 (敷設艇)
粟島(あわしま/あはしま)は、日本海軍の敷設艇。神島型敷設艇の2番艇。仮称「第1802号艦」。完成が急がれ、主機関もマン式ディーゼルエンジンの在庫品を使ったが、終戦時未成で戦後に特別輸送艦として竣工した。
片桐大自の研究によれば、艦名は香川県善通寺市の北西にある塩飽諸島の粟島からとる。海上自衛隊のうきしま型掃海艇「あわしま」に艦名は引き継がれ、こちらは元日本海軍の哨戒特務艇「第138号」だった。

## 艦歴
- 1945年(昭和20年)2月20日 - 佐世保海軍工廠にて起工[5]。
  - 4月5日 - 「粟島 (アハシマ)」と命名[4]、本籍を呉鎮守府と仮定[19]。
  - 6月18日 - 本籍を呉鎮守府に定められる[7]。
  - 7月26日 - 進水[12]。
  - 8月17日 - 進捗率90%で工事中止[5]。以後の工事は川南工業香焼島工場で引き継ぐ[12]。
- 1946年(昭和21年)2月3日 - 佐世保地方復員局所管の特別輸送艦に指定される[8]。
  - 4月18日 - (復員輸送艦として)竣工[12]。
  - 12月15日 - 特別保管艦に指定される[20]。
- 1947年(昭和22年)10月1日 - 特別輸送艦の指定を解かれる[21]。
  - 10月1日[13]、または3日 - 青島でアメリカに引き渡し[12]。
  - 10月7日 - 黄海の北緯34度24分 東経123度53分 / 北緯34.400度 東経123.883度で実艦的として沈没処分[22]。

## 艦長

### 艤装員長
1. 大久保平八郎 大尉：1945年6月30日[23] - 1945年8月20日[24]、以後艤装員長を置かず。

### 艦長
(注)本艦には竣工後の「艇」としての履歴が存在しない。
1. 河島義夫 第二復員官：1946年1月5日[25] - 1946年1月16日[26]、以後1946年1月20日まで艦長を置かず。
2. 太田巍 第二復員官/第二復員事務官/復員事務官：1946年1月20日[27] - 1947年1月25日[28]
3. (兼)溝口智司 復員事務官：1947年1月25日[28] - 1947年9月5日[29] (本職：済州艦長)
4. 太田巍 復員事務官：1947年9月5日[30] -

## 同型艦
- 神島 - 仮称艦名第1807号艦(予定艦名彦島、未起工)[6]